# Fischbachtal
Fischbachtal est une municipalité allemande située dans le land de la Hesse et l'arrondissement de Darmstadt-Dieburg.

## Personnalités liées à la ville
- Frédéric Ier de Hesse-Hombourg (1585-1638), landgrave né au château de Lichtenberg.